# Eli (album Jana Akkermana)
Eli – czwarty solowy album (LP) holenderskiego gitarzysty Jana Akkermana. Ukazał się jako Jan Akkerman & Kaz Lux.  Nagrany w Soundpush Studios, Blaricum, Holandia. Wydany przez Atlantic Records w 1976.

## O albumie
W 1976 Akkerman zrezygnował z członkostwa w grupie Focus i dołączył do dawnych przyjaciół: Pierre’a van der Lindena i Kaza Luxa. Płyta Eli powstała właśnie w tym okresie. Nie była luźnym zbiorem utworów, lecz tzw. albumem koncepcyjnym. Teksty Kaza Luxa powstały w oparciu o dramaty szwedzkiego pisarza Augusta Strindberga. Tytułem jednego z utworów jest właśnie nazwisko dramaturga.

## Muzycy
- Jan Akkerman – gitara, gitara basowa
- Kaz Lux – śpiew
- Jasper van ’t Hof – keyboard
- Rick van der Linden – keyboard
- Warwick Reading – gitara basowa
- Pierre van der Linden – perkusja
- Richard DeBois – perkusja
- Neppie[2] Noya – instrumenty perkusyjne
- Maggie MacNeal, Margriet Eshuis, Patricia Paay – podkład wokalny

## Lista utworów

### Strona A
| 1. | Eli (Jan Akkerman, Kaz Lux)            | 4:25  |
|    |                                        |       |
| 2. | Guardian Angel (Jan Akkerman, Kaz Lux) | 4:58  |
|    |                                        |       |
| 3. | Tranquillizer (Jan Akkerman)           | 4:20  |
|    |                                        |       |
| 4. | Can't Fake A Good Time (Kaz Lux)       | 5:25  |
|    |                                        |       |
|    |                                        | 19:08 |
|    |                                        |       |

### Strona B
| 5. | There He Still Goes (Jan Akkerman, Kaz Lux)             | 3:45  |
|    |                                                         |       |
| 6. | Strindberg (Jan Akkerman, Kaz Lux, Rick van der Linden) | 3:06  |
|    |                                                         |       |
| 7. | Wings Of Strings (Jan Akkerman)                         | 3:15  |
|    |                                                         |       |
| 8. | Naked Actress (Jan Akkerman, Kaz Lux)                   | 5:45  |
|    |                                                         |       |
| 9. | Fairytale (Jasper van ’t Hof)                           | 3:45  |
|    |                                                         |       |
|    |                                                         | 19:36 |
|    |                                                         |       |

## O albumie
- Produkcja – Jan Akkerman, Richard DeBois
- Aranżacja – Jan Akkerman
- Inżynier dźwięku – Jan Schuurman
- Okładka (projekt, dyr. artystyczny, grafika) – Hans Tonino, Harry van Zijl, Paul Elshout
- Zdjęcia – Joost Noordhoek
- Mastering – Henk Horden, Jacques Delemarre
- Remastering cyfrowy – Hans Brethouwer